# 罗斯陨石坑
罗斯陨石坑（Rosse）是月球正面位于酒海南部一座的小撞击坑，其名称取自爱尔兰天文学家第三代罗斯伯爵威廉·帕森斯（1800年-1867年），1935年被国际天文学联合会批准接受。

## 描述

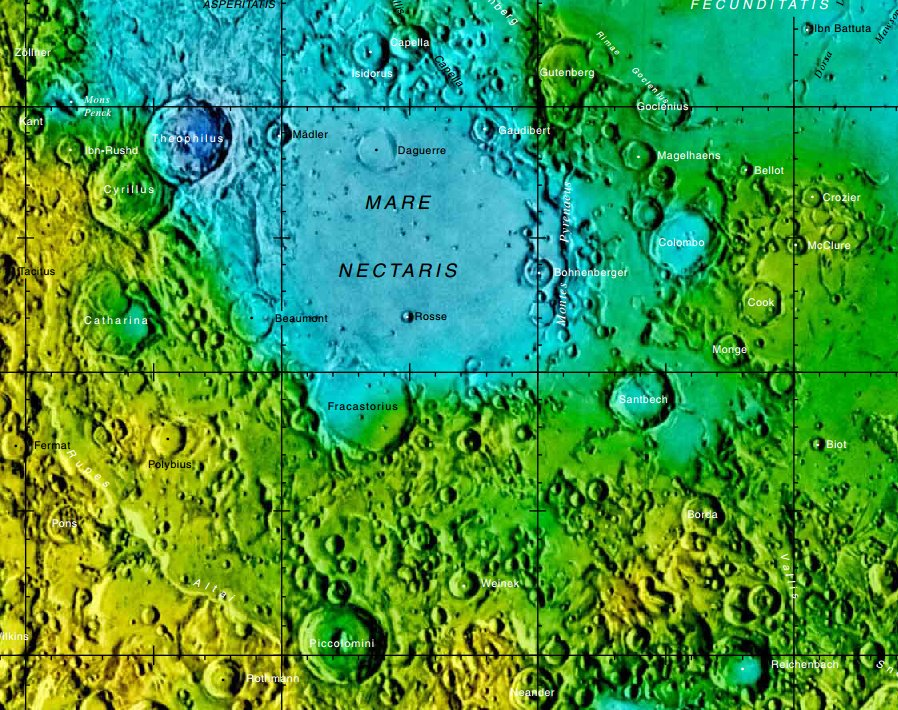
罗斯陨石坑的周边，月球正面区域图。

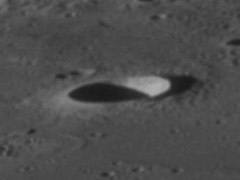
阿波罗11号拍摄的斜视图

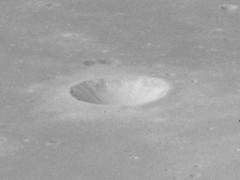
阿波罗16号拍摄的斜视图

该陨坑西侧毗邻博蒙环形山、西北偏北靠近达盖尔陨石坑、波伦伯格陨石坑位于它的东北偏东、西南横亘着弗拉卡斯托罗环形山，而巍峨的比利牛斯山脉则绵延在它的东北。该陨坑中心月面坐标为17°57′S 34°59′E / 17.95°S 34.98°E，直径11.4公里，深度约2.42公里。
罗斯陨石坑是一座碗状的撞击坑，带有一个平坦的小坑底。坑壁边缘清晰，内侧坡壁平整，内部反照率较周边月海更高。坑壁平均高出周边地形410米，坑内容积约为50公里³。该陨坑自身没有射纹系统，但来自第谷坑的射纹束穿过了它。它与东南的弗拉卡斯托罗环形山间的月海中坐落了一些低矮的脊。
陨坑的形态特征隶属于「BIO 型」（以该类陨石坑的典型代表——毕奥陨坑所命名），已被月球和行星观测协会（ALPO）列入《带有明亮射纹系统的撞击坑列表》和《内侧壁坡带有暗黑辐射纹的撞击坑列表》。

## 卫星陨石坑
按惯例，最靠近罗斯陨石坑的卫星坑在月图上以字母标注在该坑中心点的旁边。

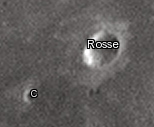
卫星坑图

| 罗斯 | 纬度    | 经度    | 直径   |
| ---- | ------- | ------- | ------ |
| C    | 18.5° S | 34.4° E | 5 公里 |

## 另请参阅
- Andersson, L. E.; Whitaker, E. A. . NASA RP-1097. 1982.
- Blue, Jennifer. . USGS. July 25, 2007  [2007-08-05]. （原始内容存档于2018-12-25）.
- Bussey, B.; Spudis, P. . New York: Cambridge University Press. 2004. ISBN 978-0-521-81528-4.
- Cocks, Elijah E.; Cocks, Josiah C. . Tudor Publishers. 1995. ISBN 978-0-936389-27-1.
- McDowell, Jonathan. . Jonathan's Space Report. July 15, 2007  [2007-10-24]. （原始内容存档于2018-12-25）.
- Menzel, D. H.; Minnaert, M.; Levin, B.; Dollfus, A.; Bell, B. . Space Science Reviews. 1971, 12 (2): 136–186. Bibcode:1971SSRv...12..136M. doi:10.1007/BF00171763.
- Moore, Patrick. . Sterling Publishing Co. 2001. ISBN 978-0-304-35469-6.
- Price, Fred W. . Cambridge University Press. 1988. ISBN 978-0-521-33500-3.
- Rükl, Antonín. . Kalmbach Books. 1990. ISBN 978-0-913135-17-4.
- Webb, Rev. T. W.  6th revised. Dover. 1962. ISBN 978-0-486-20917-3.
- Whitaker, Ewen A. . Cambridge University Press. 1999. ISBN 978-0-521-62248-6.
- Wlasuk, Peter T. . Springer. 2000. ISBN 978-1-85233-193-1.